# Max Begemann
Max Begemann (* 21. März 1877 in Rostock; † 1949 in Berlin) war ein deutscher Sänger im Fach Bariton.

## Leben
Begemann studierte an der Philipps-Universität Marburg erst Medizin, dann Philologie. Als Sohn von Wilhelm Begemann wurde er am 30. November 1895 im Corps Teutonia zu Marburg recipiert (FM,xxx). 1896 wechselte er an die Friedrich-Wilhelms-Universität zu Berlin, wo er (wie schon sein Vater) auch im Corps Normannia Berlin aktiv wurde (FM,x). Konaktive waren dort Felix Genzmer und Fritz Max Weiss. Begemann brach sein Studium ab und ließ sich in Berlin von Alexander Heinemann und Julius Lieban in seiner Baritonstimme ausbilden. Er begann seine Laufbahn 1906 an der Komischen Oper Berlin unter Hans Gregor. Als das Theater 1911 geschlossen wurde, beschränkte sich Begemann auf Gastspiele. 1914–1916 nahm er als Soldat am Ersten Weltkrieg teil. 1915 wurde er von der Deutschen Oper in Charlottenburg engagiert. 1917 kam er an das Theater Basel. 1922 wechselte er in die Freie Stadt Danzig. Im Theater am Kohlenmarkt war er als Sänger und Regisseur über mehr als zwei Jahrzehnte erfolgreich. Als Konzertsänger hochangesehen, sang er 1939 (wohl nach dem Überfall auf Polen und Danzigs völkerrechtswidrigen Annexion durch das Reich) das Bass-Solo im Schlusschor der 9. Sinfonie (Beethoven). Verheiratet war er seit 1910 mit Gertrud Möller aus Berlin. Aus der Ehe ging eine Tochter hervor.

### Bühnenpartien
- Orest in Iphigénie en Tauride
- Don Fernando in Fidelio
- Wolfram in Tannhäuser und der Sängerkrieg auf Wartburg
- Spielmann in Königskinder
- Sebastiano in Tiefland
- Renato in Un ballo in maschera
- Zuniga in Carmen
- Angelotti in Tosca
- Lescault in Massenets Manon

### Aufnahmen
In der ersten Gesamtaufnahme der Operette Die Fledermaus (1907) sang Begemann den Falke. Weitere Aufnahmen sind von Lyrophon und Polydor erhalten.